# Велика пригода
«Велика пригода» (рос. «Большое приключение») — білоруський радянський художній фільм режисера  В'ячеслава Нікіфорова, знятий в 1985 році на кіностудії «Білорусьфільм».

## Сюжет
Телефільм. Піонери Вася, Олег, Ігор, Яна, Таня і наймолодший з них Вовочка зі своїм вихованцем, півнем Федьком, відправляються в похід по рідному краю. Багато пригод випадає на їхню долю. Доводиться проявити кмітливість, сміливість, працьовитість. Надовго залишаться в пам'яті дітей зустрічі з різними людьми …

## У ролях
- Сергій Сємянов —  Вовочка
- Ольга Богданова — Таня
- Анастасія Гіренкова —  Яна
- Олег Курочкін —  Вася
- Антон Дворніков —  Олег
- Саша Старовойтов —  Ігор
- Олександр Денисов —  Єгор Данилович
- Валерій Шальних —  Микола Олексійович
- Володимир Самойлов —  Іван Іванович
- Євген Нікітін —  капітан Мацкевич
- Віктор Мірошниченко —  Сергій Петрович
- Олексій Бірчевський —  дід Климук
- Галина Макарова —  баба Віра
- Володимир Шевельков —  Степанович
- Сергій Скрибо — Сергій
- Альоша Варвашеня —  Толік
- Володя Чубарєв —  Шурик
- Микола Манохін —  Іван
- Василь Міщенко —  Олексій
- Світлана Рябова —  мама Яни
- Євгенія Кравченко —  бабуся Яни
- Олександр Аверков —  брат Олега
- Станіслав Кубарєв —  стоматолог
- Ніна Розанцева —  Марійка
- Олена Владимірська-Пастревіч —  мама Тані

## Знімальна група
- Автор сценарію:  В'ячеслав Нікіфоров,  Роберт Святополк-Мирський
- Режисер-постановник:  В'ячеслав Нікіфоров
- Оператор:  Олександр Бєтєв,  Анастасія Суханова
- Композитори: Валерій Зубков, Ігор Кантюков